# Karim Fayé
Karim Fayé (Pikine, 22 december 1987) is een Senegalese voetballer. Van 2006 tot 2007 had Fayé een contract bij Standard Luik, maar hij werd in het seizoen 2006-2007 uitgeleend aan CS Visé. Hij begon zijn profcarrière in Qatar, bij Al Sadd.

## Carrière
- 2005-2006 : Al Sadd SC
- 01/2006-06/2006 : Standard Luik
- 07/2006-06/2007 : CS Visé
- 07/2007-07/2007 : Standard Luik
- 08/2007-12/2007 : FC Martigues